# Sepp Arnemann
Sepp Arnemann (* 11. November 1917 in Parchim; † 3. Februar 2010 in Hamburg) war ein deutscher Cartoonist.

## Leben
55 Jahre hat Sepp Arnemann die wöchentliche Humorseite für die Hören und Sehen und TV Hören und Sehen gezeichnet. Seine oft großflächigen Zeichnungen zeigen Slapstick-artigen Situationshumor in detaillierter Darstellung mit einem oder mehreren Kommentaren darunter. Zusätzlich kann man in vielen dieser Abbildungen (nach Wo-ist-Walter-Art, aber 30 Jahre früher) einen gestreiften „Kater mit einem Knoten im Schwanz“ suchen und finden, der in die Handlung mit einbezogen ist. Außerdem versteckte Arnemann eine kleine Maus in der Kulisse oder den Gegenständen seiner Zeichnungen.
Sepp Arnemann war seit 1943 mit seiner Frau Lotti verheiratet und hatte zwei Töchter. Bis Dezember 2009 erschienen seine Humorseiten in der TV Hören und Sehen im Heinrich Bauer Verlag. Zwischenzeitlich wurde diese Seite mit der Maus im wöchentlichen Wechsel mit Arnemanns Zeichnungen und jenen seines Kollegen Peter Butschkow veröffentlicht.

## Werke
- Lach mit!, Lübeck, Norddeutsche Verlagsstätte, Vorwort Heinz Erhardt, 1951
- Heiter Betrachtet, Heinrich Bauer Verlag, 1960
- Heiter geht's weiter!, Heinrich Bauer Verlag, 1963
- Werbefibel, Heinrich Bauer Verlag, 1964
- Urahns Reklame, Heinrich Bauer Verlag, 1965
- Opas Reklame, Heinrich Bauer Verlag, 1966
- Kochen ist ein Kinderspiel (koche froh mit rororo), Ulrich Klever, 54 Zeichnungen von Sepp Arnemann, 1966
- Die clevere Schnapspostille (trinke froh mit rororo), Ulrich Klever, 59 Zeichnungen von Sepp Arnemann, 1966
- Kochen mein Snobby (koche froh mit rororo), Ulrich Klever, 59 Zeichnungen von Sepp Arnemann, 1967
- Tierische Werbung, Heinrich Bauer Verlag, 1967
- Werbung von Morgen, Heinrich Bauer Verlag, 1968
- Hieronymus Basset, Benteli Verlag, Ulrich Klever, 32 Zeichnungen von Sepp Arnemann, 1968
- Eisbein, Eisbein über alles (koche froh mit rororo), Ulrich Klever, 59 Zeichnungen von Sepp Arnemann, 1969
- Nimm's mit Humor, Heinrich Bauer Verlag, 1970
- Spaniels, Gräfe und Unzer Verlag, H. J. Ullmann, E. Ullmann, 24 Zeichnungen von Sepp Arnemann, 1977
- Pudel, Gräfe und Unzer Verlag, Lenie Fiedelmeier, 29 Zeichnungen von Sepp Arnemann, 1977
- Pudel, Gräfe und Unzer Verlag, H. J. Ullmann, E. Ullmann, 24 Zeichnungen von Sepp Arnemann, 1978
- Hunde nicht so verbissen gesehen, Verlag Pabel Moewig, 1989
- Blicke in Nachbars Garten, Verlag Pabel Moewig, 1990
- Die lieben Kleinen, Verlag Pabel Moewig, 1991